# Война в Боснии и Герцеговине
Война в Бо́снии и Герцегови́не (весна 1992 года — 14 декабря 1995 года; босн. и хорв. Rat u Bosni i Hercegovini, серб. Рат у Босни и Херцеговини, Грађански рат у Босни и Херцеговини) — острый межэтнический конфликт на территории Республики Босния и Герцеговина (бывшая СР Босния и Герцеговина в составе Югославии) между вооружёнными формированиями сербов (Войско Республики Сербской), мусульман-автономистов (Народная Оборона Западной Боснии), боснийских мусульман (Армия Республики Босния и Герцеговина) и хорватов (Хорватский совет обороны). На начальном этапе войны участие также принимала Югославская народная армия. В дальнейшем в конфликт были вовлечены армия Хорватии, добровольцы и наёмники со всех сторон и вооружённые силы НАТО.
Война началась вследствие распада Югославии. После отделения Словении, Хорватии и Македонии от Социалистической Федеративной Республики Югославия в 1991 году настал черёд многонациональной Социалистической Республики Босния и Герцеговина, в которой проживали главным образом босняки (44 %, преимущественно мусульмане), сербы (31 %, главным образом православные) и хорваты (17 %, главным образом католики). Референдум о независимости республики прошёл 29 февраля 1992 года без участия боснийских сербов. Его результаты были отвергнуты лидерами боснийских сербов, которые создали свою собственную республику. После провозглашения независимости разгорелась война, в которой боснийские сербы получили поддержку от правительства Сербии, возглавляемого Слободаном Милошевичем, и Югославской Народной Армии. Вскоре боевые действия разгорелись на территории всей республики и начались первые этнические чистки.
Первоначально конфликт разгорелся между Армией Республики Босния и Герцеговина (АРБиГ), состоящей преимущественно из боснийских мусульман (босняков), Хорватским советом обороны и Вооружёнными силами Республики Сербской, состоящими из сербов. Хорваты, заинтересованные в присоединении территорий, населённых хорватами, к Хорватии, остановили военные действия против сербов и начали войну с боснийскими мусульманами. Война характеризовалась ожесточёнными боевыми действиями, беспорядочными обстрелами городов и сёл, этническими чистками, массовыми изнасилованиями, геноцидом. Осада Сараево и резня в Сребренице стали знаменитыми событиями этой войны.
Сербы первоначально превосходили своих противников ввиду большого количества вооружения и снаряжения, доставшегося от ЮНА, однако под конец войны они потеряли преимущество, так как мусульмане и хорваты объединились против Республики Сербской в 1994 году с созданием Федерации Боснии и Герцеговины после Вашингтонского соглашения. После Сребреницы и второго взрыва на рынке Маркале в 1995 году в войну вмешалась НАТО, проведя операцию против армии боснийских сербов, что стало ключевым событием в деле прекращения войны. Война была прекращена после подписания Общего рамочного соглашения о мире в Боснии и Герцеговине в Париже 14 декабря 1995 года. Мирные переговоры велись в Дейтоне, штат Огайо, и завершились 21 декабря 1995 года подписанием документов, известных как «Дейтонское соглашение». Согласно докладу Центрального разведывательного управления США от 1995 года, сербские силы ответственны за большинство военных преступлений, совершённых во время войны.
За время работы Международного трибунала по бывшей Югославии, ликвидированного в 2017 году, он осудил за военные преступления во время конфликта в Боснии 127 чел., в том числе 90 сербов (70,8 %, в общей сложности на 758 лет), 28 хорватов (22,1 %, на 166 лет) и 9 боснийских мусульман (7,1 %, на 41 год).
Согласно последним данным, общее число погибших составило около 100 тысяч человек, число беженцев — более 2,2 млн человек, что делает этот конфликт самым разрушительным в Европе со времён Второй мировой войны — до начала российско-украинской войны в 2022 году. В России этот конфликт обычно объединяют с Хорватской войной и используют термин «Югославский кризис».

## Предыстория

### Распад Югославии
Югославия была многонациональным федеративным государством, разделённым на союзные республики. В 1989 году после падения Берлинской стены в странах соцлагеря начались дезинтеграционные процессы на волне обострения межнациональных конфликтов. В Югославии стал падать авторитет местной компартии, Союза коммунистов Югославии, в то время как националистические и сепаратистские силы были на подъёме.
В марте 1989 года кризис в Югославии усугубился после принятия поправок к конституции Сербии, которые позволили правительству республики ограничить автономию Косово и Воеводины. Эти автономные края имели по голосу в югославском президиуме. Таким образом Сербия под руководством Слободана Милошевича получила в общей сложности три голоса в югославском президиуме. Также с помощью голосов от Черногории Сербия могла задавать тон при голосовании. Это вызвало раздражение в других союзных республиках и призывы к реформе федерации.
На XIV чрезвычайном съезде коммунистов Югославии 20 января 1990 года делегации союзных республик не смогли договориться по спорным вопросам. В результате словенские и хорватские делегаты покинули съезд. Словенская делегация во главе с Миланом Кучаном потребовала реформ и ослабления федерации, в то время как сербская во главе с Милошевичем выступила против. Эти события стали началом конца Югославии.
В югославских республиках к власти стали приходить националистические партии. Среди них Хорватское демократическое содружество во главе с Франьо Туджманом была самой заметной. Её националистическая деятельность вызвала дискриминацию хорватских сербов и усилила напряжённость в республике. 22 декабря 1990 года парламент Хорватии принял новую конституцию республики, в которой были ущемлены права сербов. Это создало основания для хорватских сербов, которые провозгласили автономию. После принятия новых конституций Хорватия и Словения начали готовиться к провозглашению независимости. 25 июня 1991 года она была объявлена. Это привело к Десятидневной войне в Словении и гораздо более разрушительной войне в Хорватии. Война в Хорватии привела к Резолюции СБ ООН 743, принятой 21 февраля 1992 года, которая санкционировала создание Сил Организации Объединённых Наций по Охране в соответствии с докладом Генерального секретаря ООН от 15 февраля 1992 года.

### Босния и Герцеговина
Босния и Герцеговина исторически была многонациональным государством. По данным переписи 1991 года, 43,7 процента населения были боснийскими мусульманами, 31,4 процента — сербами, 17,3 процента — хорватами и 5,5 процента определяли себя как югославы. Большинство югославов были сербами, либо детьми от смешанных браков. В 1991 году 27 % браков были смешанными.
В результате первых многопартийных выборов, состоявшихся в ноябре 1990 года, победили три крупнейшие националистические партии Партия демократического действия, Сербская демократическая партия и Хорватское демократическое содружество Боснии и Герцеговины.
Стороны разделили власть по этнической линии так, что главой республики стал босниец-мусульманин Алия Изетбегович, председателем парламента — серб Момчило Краишник, а премьер-министром — хорват Юре Пеливан.

### Рост исламского фундаментализма в Боснии
Джозеф Бодански, бывший директором рабочей группы Конгресса США по противодействию терроризму, писал, что с 1970-х в Югославии началось возрождение ислама. Он отмечал, что это стало следствием тесных связей между Югославией и арабским миром. В 1980-е годы в Боснии и Герцеговине наблюдался рост числа мечетей, а все больше молодёжи из числа боснийских мусульман получало высшее исламское образование на Ближнем Востоке, где в школах радикальных мулл обучались по 250 боснийских мусульман в год. По словам Бодански, в мае 1991 года лидер боснийских мусульман Алия Изетбегович был принят в Тегеране как «мусульманский верующий, чья партия является самой сильной политической организацией в Боснии и Герцеговине», где заручился поддержкой со стороны иранских правящих кругов.
Австралийский военный историк Джон Лаффин в 1988 году писал:
Творцы исламского газавата ожидали, что они сумеют использовать Югославию в качестве своей базы в Восточной Европе хотя бы из-за известных симпатий со стороны боснийских мусульман
В 1970 году Алия Изетбегович опубликовал книгу под названием «Исламская декларация». В ней он, в частности, писал:
Не может быть мирного сосуществования между исламской верой и не-исламским обществом и политическими институтами
Целью «Исламской декларации» заявлялась исламизация боснийских мусульман и «генерирование ислама во всех областях личной жизни». В 1983 году Изетбегович вместе с двенадцатью своими сподвижниками, среди которых был и Хасан Ченгич, сторонник «джихада против неверных», предстали перед судом в Сараеве по обвинению в разжигании национализма, религиозной нетерпимости и призывах «к созданию независимой этнически чистой мусульманской Боснии и Герцеговины». Суд приговорил их к 12 годам тюремного заключения, однако в 1988 году они были выпущены на свободу.

## Вооружённые силы сторон

### Войска Республики Сербской

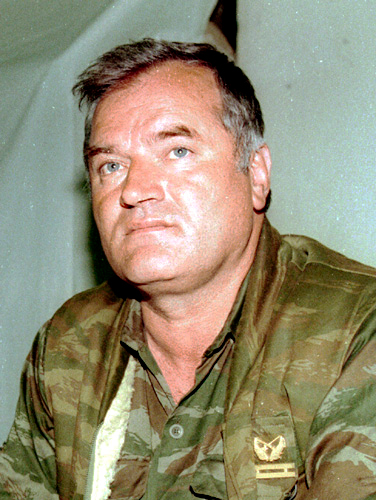
Генерал Ратко Младич

Югославская народная армия официально покинула Боснию и Герцеговину 12 мая 1992 года, вскоре после провозглашения независимости страны в апреле. Однако многие из старших офицеров ЮНА (в том числе Ратко Младич) перешли на службу в свежесозданные Вооружённые силы Республики Сербской. Военнослужащие ЮНА, бывшие родом из БиГ, отправлялись на службу в армию боснийских сербов.
В ноябре 1992 года Войско Республики Сербской получило во многом итоговую структуру:
- Штаб (Хан-Пиесак)
- 1-й Краинский корпус (Баня-Лука)
- 2-й Краинский корпус (Дрвар)
- Восточно-Боснийский корпус (Биелина)
- Сараевско-Романийский корпус (Пале)
- Дринский корпус (Власеница)
- Герцеговинский корпус (Билеча)

Кроме того сербы получили поддержку славянских и православных добровольцев из ряда стран, включая Россию. Греческие волонтёры из Греческой добровольческой гвардии также принимали участие в войне, в частности во взятии Сребреницы сербами. Когда город пал, над ним был поднят греческий флаг. По мнению ряда западных исследователей, всего на стороне боснийских сербов воевало до 4000 добровольцев из России, Украины, Греции, Румынии, Болгарии и т. д.

### Хорватский Совет Обороны

Шеврон ХСО

Летом 1991 года, уже во время распада Югославии, Хорватское Демократическое Сообщество начало создавать полувоенные формирования на территории БиГ. Политическое и военное руководство Хорватии прилагали значительные усилия для создания армии боснийских хорватов. Благодаря этому Хорватский Совет Обороны был сформирован в краткий срок и встретил начало боевых действий с уже налаженной структурой.
Хорваты организовали свои военные формирования под названием Хорватский совет обороны, ставшие вооружёнными силами Герцег-Босны. Организация хорватских сил в начале войны:
- Штаб (Мостар)
- Оперативная зона «Северо-Восточная Герцеговина» (Широки-Бриг)
- Оперативная зона «Северо-Западная Герцеговина» (Томиславград)
- Оперативная зона «Центральная Босния» (Витез)
- Оперативная зона «Посавина» (Босански-Брод)
- 101-й батальон (Бихач)

В декабре 1993 года из-за многочисленных поражений от сербов и мусульман хорватские формирования были реорганизированы. Численность достигла 50.000 солдат и офицеров. На протяжении всей войны значительную помощь ХСО оказывала регулярная хорватская армия, отправляя офицеров, оружие и целые подразделения в состав армии боснийских хорватов. Многочисленные регулярные и добровольческие подразделения из Хорватии воевали в составе ХСО.
Некоторые радикальные западные боевики, а также лица, придерживающиеся радикальных католических взглядов, воевали в качестве добровольцев в составе хорватских сил, включая неонацистских волонтёров из Австрии и Германии. Шведский неонацист Джеки Арклев был обвинён в военных преступлениях после возвращения в Швецию. Позже он признался, что совершал военные преступления в отношении боснийских мусульман из числа гражданских лиц в хорватских лагерях Хелиодром и Дретель, будучи членом хорватских сил.

### Армия Республики Боснии и Герцеговины

Армия Республики Боснии и Герцеговины

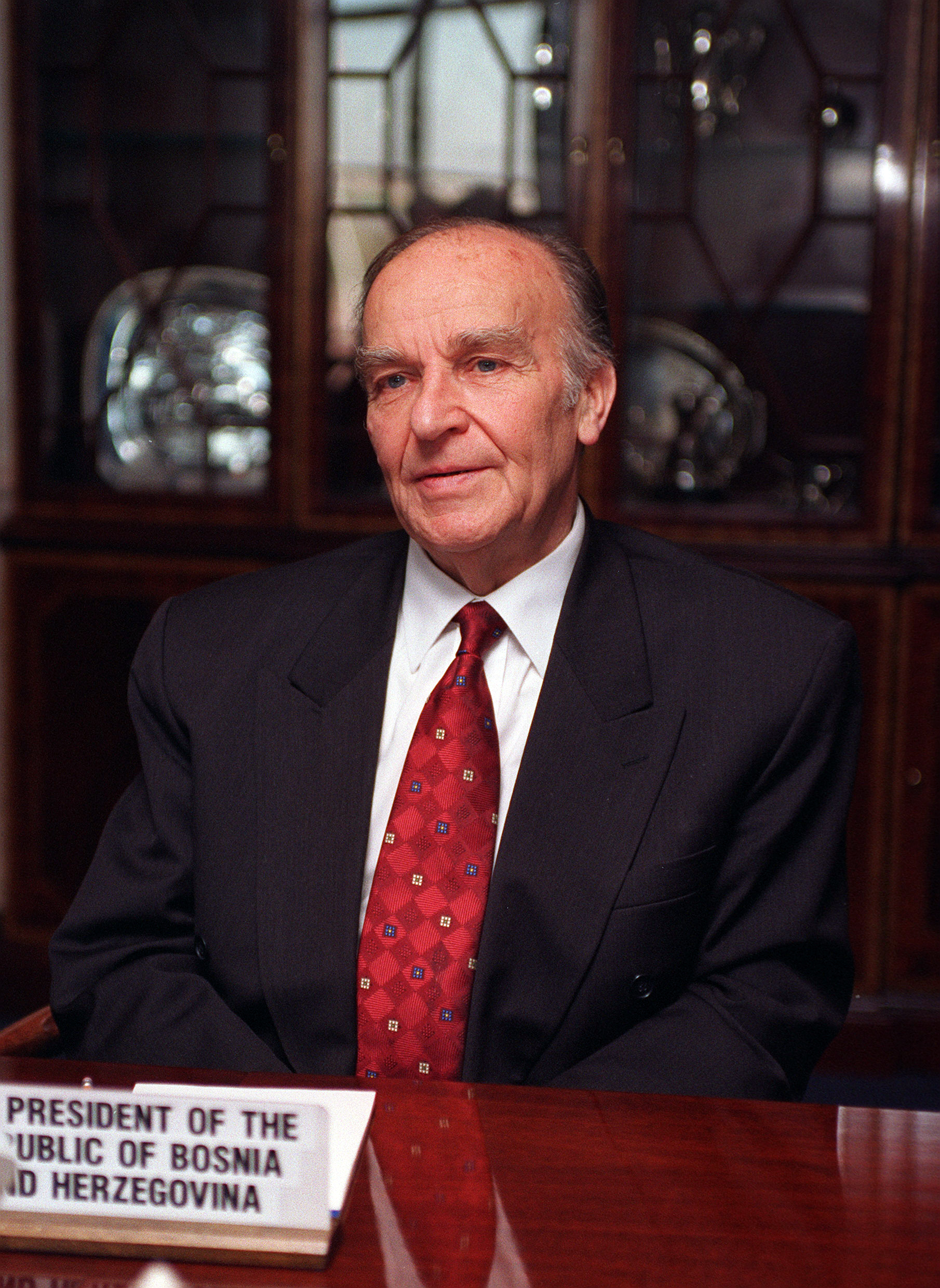
Алия Изетбегович, глава боснийских сил

Силы боснийцев-мусульман были объединены в Армию Республики Боснии и Герцеговины, ставшей официальными вооружёнными силами Республики Босния и Герцеговина 20 мая 1992 года. Первоначально в АРБиГ было большое количество не босняков (около 25 процентов), особенно в 1-м корпусе в Сараеве. Сефер Халилович, начальник штаба боснийской территориальной обороны, заявил в июне 1992 года, что его силы на 70 процентов состоят из мусульман, 18 процентов хорватов и 12 процентов сербов. Количество сербских и хорватских солдат в боснийской армии было особенно велико в таких городах как Сараево, Мостар и Тузла. Заместителем начальника штаба босняков был Йован Дивьяк, самый высокопоставленный серб в боснийской армии. Генерал Степан Сибер, этнический хорват, был вторым заместителем командующего боснийской армией. Президент Изетбегович также назначил полковника Блажа Кралевича, командира Хорватских оборонительных сил в Герцеговине, членом штаба боснийской армии, за семь дней до убийства Кралевича, для того чтобы создать мультиэтнические пробоснийские вооружённые силы. Однако во время войны мультиэтничность боснийских сил значительно сократилась.
В начале конфликта мусульманские силы были представлены подразделениями республиканской Территориальной Обороны и паравоенными формированиями. 20 мая 1992 года они были преобразованы в Армию Республики Боснии и Герцеговины. До декабря 1994 года было создано семь корпусов:
- Штаб (Сараево)
- 1-й корпус (Сараево)
- 2-й корпус (Тузла)
- 3-й корпус (Зеница)
- 4-й корпус (Мостар)
- 5-й корпус (Бихач)
- 6-й корпус (Коньиц)
- 7-й корпус (Травник)
- Восточно-Боснийская оперативная группа (Сребреница, Жепа, Горажде)

В составе АРБиГ воевали многочисленные моджахеды из исламских стран. В июне 1992 года их численность достигала 3000 человек. Боснийцы получали помощь от различных мусульманских групп. Согласно докладам некоторых американских неправительственных организаций, несколько сотен бойцов Стражей Исламской революции сражались в рядах боснийских сил во время войны. В основном они были из Афганистана, Албании, России, Египта, Ирана, Иордании, Ливана, Пакистана, Саудовской Аравии, Судана, Турции и Йемена. К концу войны их численность сильно возросла, из моджахедов были созданы шесть «Мусульманских легкопехотных бригад», несколько отдельных батальонов. Данные подразделения после войны были обвинены в совершении многочисленных военных преступлений по отношению к сербскому и хорватскому гражданскому населению и военнопленным.

## Хронология конфликта

### 1991

#### Соглашение в Караджорджеве

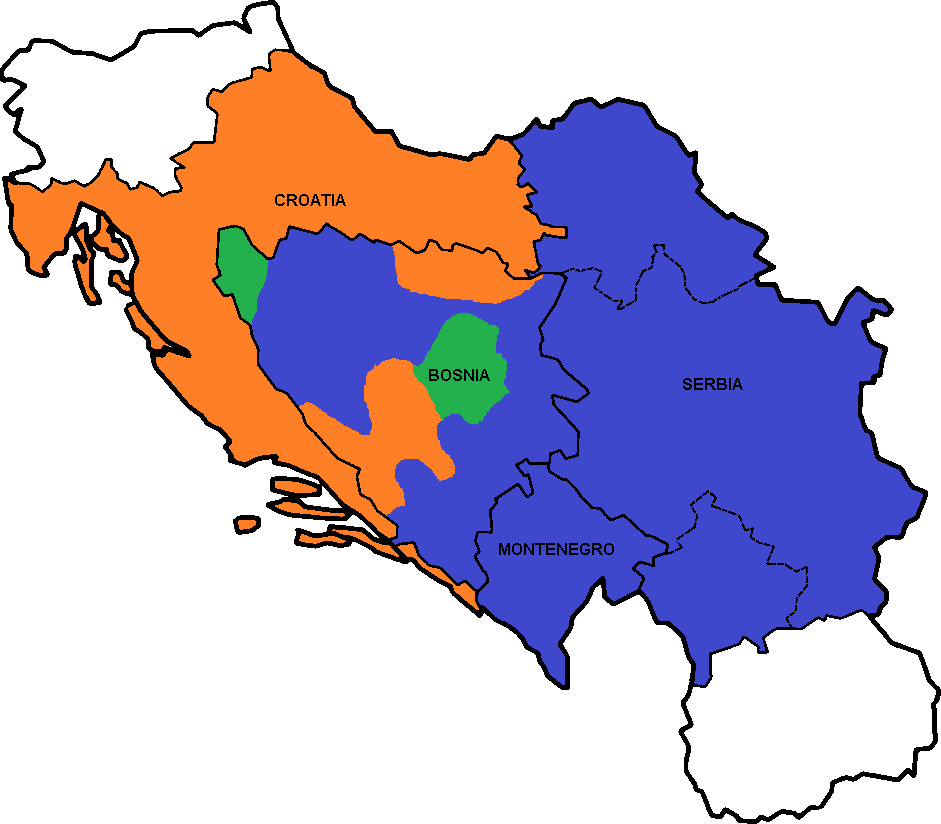
Раздел Боснии по соглашению в Караджорджеве

Дискуссии между Франьо Туджманом и Слободаном Милошевичем, посвящённые разделу Боснии и Герцеговины между Сербией и Хорватией, были проведены в марте 1991 года и известны как Соглашения в Караджорджево. После провозглашения независимости Боснии и Герцеговины начались столкновения в разных частях страны. Органы государственного управления Боснии и Герцеговины фактически перестали существовать, потеряв контроль над территорией страны. Сербы добивались объединения всех земель, где они составляли большинство, в одно целое, включая территории Западной и Восточной Боснии. Хорваты также были нацелены на присоединение части Боснии и Герцеговины к Хорватии. Боснийские мусульмане были плохо обучены и оснащены и не были готовы к войне.

#### Эмбарго на поставки оружия
25 сентября 1991 года Совет Безопасности ООН принял резолюцию 713, вводившую эмбарго на поставки оружия для всех государственных образований на территории бывшей Югославии. Эмбарго больше всех касалось Армии Республики Босния и Герцеговина, поскольку Сербия унаследовала львиную долю запасов бывшей ЮНА, а Хорватия имела возможность завозить оружие контрабандой через своё побережье. Более 55 процентов оружейных складов, оборонных заводов и казарм находились в Боснии, в ожидании партизанской войны, ввиду гористой местности. Но многие из них были под сербским контролем (например завод UNIS PRETIS в Вогошчи), а другие были остановлены из-за отсутствия электроэнергии и сырья. Правительство боснийцев просило отменить эмбарго, но против этого были Великобритания, Франция и Россия. Конгресс США два раза принимал резолюции, призывающие к отмене эмбарго, но оба раза на них накладывал вето президент Билл Клинтон, опасаясь ухудшения отношений с вышеупомянутыми странами. Тем не менее Соединённые Штаты использовали транспортные самолёты C-130 в т. н. «чёрных операциях» и тайные каналы, включая помощь от исламистских организаций для контрабанды оружия через Хорватию для боснийских сил.

#### Провозглашение независимости Боснии и Герцеговины
15 октября 1991 года парламент Социалистической республики Боснии и Герцеговины в Сараево принял «Меморандум о суверенитете Боснии и Герцеговины» простым большинством голосов. Меморандум встретил горячие возражения сербских членов боснийского парламента, утверждавших, что вопросы, касаемые поправок в конституцию должны быть поддержаны 2/3 членами парламента. Несмотря на это «Меморандум» был утвержден, что привело к бойкоту парламента со стороны боснийских сербов. Во время бойкота было принято законодательство республики. В ответ 24 октября 1991 года была созвана Скупщина сербского народа, а 9 ноября того же года в сербских общинах был проведен референдум со следующим вопросом: «Согласны ли Вы с решением Скупщины сербского народа в БиГ от 24 октября 1991 г., что сербский народ остается в совместном государстве Югославии с Сербией, Черногорией, САО Краиной, САО Славонией, Бараньей и Западным Сремом и с другими, кто за это выскажется?». 92 % проголосовавших ответили утвердительно и через два месяца была провозглашена Республика сербского народа Боснии и Герцеговины в составе СФРЮ. В ответ 25 января 1992 года боснийский парламент назначил референдум по вопросу независимости на 29 февраля и 1 марта.
29 февраля — 1 марта 1992 года в Боснии и Герцеговине прошёл референдум о государственной независимости. Явка на референдуме составила 63, 4 %. 99, 7 % избирателей проголосовали за независимость. Независимость республики была подтверждена 5 марта 1992 года парламентом. 6 апреля было объявлено о провозглашении независимости Боснии и Герцеговины, которая в тот же день была признана ЕС, а на следующий день США. Однако сербы, которые составляли треть населения БиГ, бойкотировали этот референдум и заявили о неподчинении новому национальному правительству БиГ, начав с 10 апреля формировать собственные органы власти с центром в городе Баня-Лука. Национальное движение сербов возглавила Сербская демократическая партия Радована Караджича.

#### Создание Республики Сербской

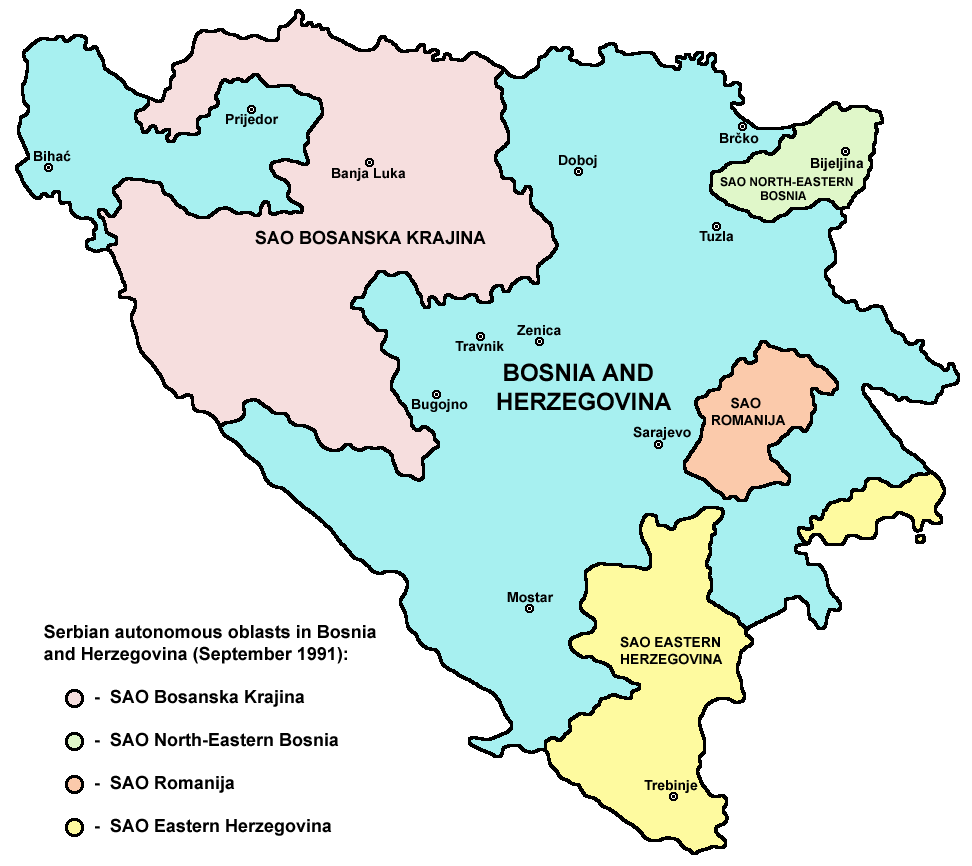
Сербские автономные области в Боснии и Герцеговине (1991)

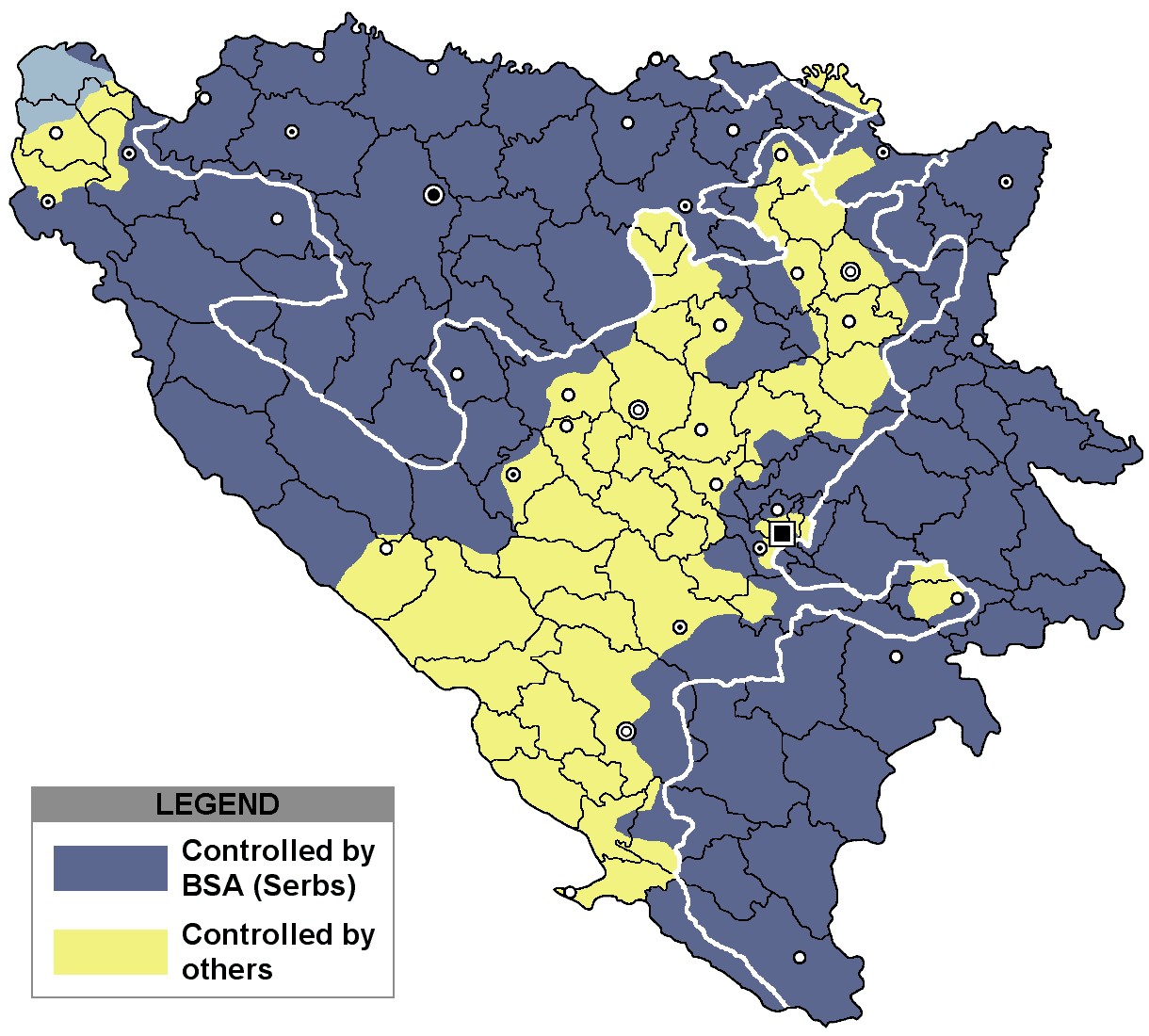
Территории, которые когда-либо контролировала РС (отмечены синим цветом)

Сербские парламентарии, в основном из Сербской демократической партии, но также и из других партий отказались от участия в деятельности боснийского парламента в Сараево и 24 октября 1991 года сформировали Ассамблею сербского народа республики Босния и Герцеговина, которая ознаменовала конец коалиции партий, представляющих три народа, сложившейся после выборов 1990 года. Данная Ассамблея провозгласила создание Республики Сербской 9 января 1992 года, который стал Днём Республики в августе 1992 года.

#### Создание Хорватской республики Герцег-Босна

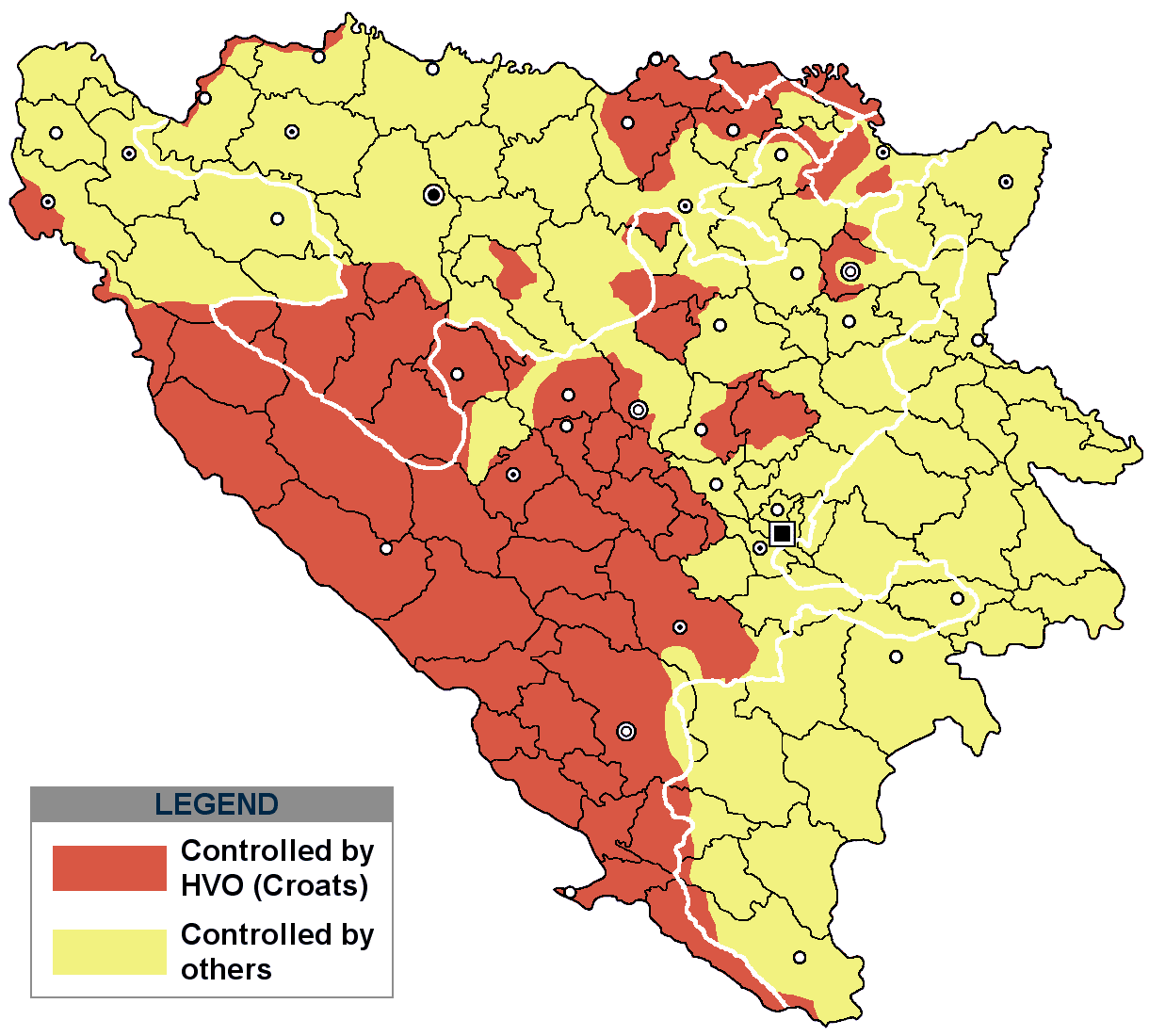
Территории, которые когда-либо контролировала ХРГБ (отмечены красным цветом)

Хорватские националисты из Боснии и Герцеговины разделяли те же идеи и преследовали те же цели, что и хорватские националисты в Хорватии. Правящая в Хорватии партия Хорватское демократическое содружество полностью контролировала отделение партии в Боснии и Герцеговине. Во второй половине 1991 года радикальные элементы в партии, под руководством Мате Бобана, Дарио Кордича, Ядранко Прлича, Игнаца Костромана и Анте Валента, и при поддержке Франьо Туджмана и Гойко Шушака установили полный контроль над партией. Это совпало с пиком войны в Хорватии. 12 ноября 1991 года президент Хорватии Франьо Туджман поддержал создание Хорватского содружества Герцег-Босна в качестве отдельной политической, культурной, экономической и территориальной единицы на территории Боснии и Герцеговины.
18 ноября 1991 года партийная ячейка ХДС в Боснии и Герцеговине провозгласила существование Хорватской республики Герцег-Босна как отдельного «политического, культурного, экономического, и территориального целого» на территории Боснии и Герцеговины.

#### План Карингтона — Кутилейру
Лиссабонское соглашение, также известное как План Карингтона — Кутилейру, названный в честь его создателей, лорда Каррингтона и посла Португалии Жозе Кутилейру, был предложен на конференции ЕЭС, состоявшейся в сентябре 1991 года в попытке предотвратить сползание Боснии и Герцеговины к войне. Он предполагал разделение власти на всех уровнях управления по этническому признаку и передачи полномочий центрального правительства местным органам власти. Все районы Боснии и Герцеговины классифицировались как боснийские, хорватские или сербские даже в тех случаях, когда этническое большинство не было очевидным.
18 марта 1992 года все три стороны подписали соглашение; Алия Изетбегович со стороны боснийцев, Радован Караджич со стороны сербов и Мате Бобан со стороны хорватов.
Однако 28 марта 1992 года, Изетбегович, после встречи с тогдашним послом США в Югославии Уорреном Циммерманом в Сараево, отозвал свою подпись и заявил о своём отрицательном отношении к любому типу этнического разделения Боснии:
То что было сказано и кем неясно до сих пор. Циммерман отрицает, будто бы он говорил Изетбеговичу, что если тот отзовёт свою подпись, Соединённые Штаты признают независимость Боснии и Герцеговины. Однако остаётся бесспорным фактом то, что Изетбегович в тот же день отозвал свою подпись и отказался от договорённостей
.
«Патриотическая Лига» встретила войну с хорошо организованной системой снабжения. Все это благодаря государственной политике СДА и помощи дружественных стран исламского мира...».
Весной 1991 года мусульманское руководство Партии демократического действия начало подготовку вооружённых формирований «Патриотической лиги». Это объяснялось подготовкой на случай боевых действий. По признанию Алии Изетбеговича, первый конвой с оружием был получен в августе 1991 года.
12 сентября 1991 года Югославская народная армия (ЮНА) перебросила дополнительные силы в район города Мостар, в котором не прекращались акции протеста против местных властей. 13 октября 1991 года будущий президент Республики Сербской Радован Караджич высказал своё мнение о будущем Боснии и боснийских мусульман в случае начала войны: «Всего лишь за пару дней в Сараево будет 500 000 мёртвых, и в течение месяца мусульмане исчезнут в Боснии и Герцеговине».

### 1992
Вопрос «кто стал первой жертвой войны» является камнем преткновения между боснийцами, хорватами и сербами. Сербы считают первой жертвой войны Николу Гардовича, отца жениха, который был убит сараевскими бандитами во время обстрела свадебной процессии сербов, на второй день референдума, 1 марта 1992 года, в старом городе Сараева, в Башчаршие. Боснийцы и хорваты считают первыми жертвами войны, погибших после провозглашения независимости Суаду Дилберович и Ольгу Сучич, которые были расстреляны во время марша, по утверждению Ильи Вукелича телохранителями Радована Каражича, 5 апреля 1992 года недалеко от отеля Holiday Inn, который в тот момент занимала Сербская демократическая партия.
9 января 1992 года Скупщина боснийских сербов провозгласила Сербскую Республику Боснии и Герцеговины (СР БиГ). 28 февраля 1992 года в конституции СР БиГ было заявлено, что в состав республики будут включены «территории сербских автономных районов и другие сербские этнические образования в Боснии и Герцеговине, в том числе и регионы, в которых сербский народ остался в меньшинстве из-за геноцида, проводимого против него во время Второй мировой войны», также было заявлено, что республика остаётся частью Югославии. 12 августа 1992 года название «Сербская Республика Боснии и Герцеговины» было заменено на «Республика Сербская».
«Без Сербии, ничего бы не было, у нас нет ресурсов, и мы не были бы в состоянии вести войну».
ЮНА, находившаяся под контролем Союзной Республики Югославии, контролировало около 60 % страны, однако до 19 мая все офицеры и солдаты родом не из Боснии покинули свои должности. Силы сербов были гораздо лучше вооружены и организованы, чем силы боснийцев и боснийских хорватов. Основные боевые действия развернулись в районах смешанного этнического проживания. Добой, Фоча, Рогатица, Власеница, Братунац, Зворник, Приедор, Сански Мост, Брчко, Дервента, Модрича, Босанска Крупа, Брод, Босански-Нови, Гламоч, Босански-Петровац, Чайниче, Биелина, Вишеград, а также некоторые районы Сараево были под сербским контролем. Живших там хорватов и мусульман депортировали. Кроме того области, которые были более этнически однородные были избавлены от основных боевых действий, как например Баня-Лука, Козарска-Дубица (Босанска-Дубица), Градишка, Билеча, Гацко, Хан-Пиесак, Калиновик. Однако несербское население также было вынуждено в основном их покинуть. Кроме того регионы в центральной Боснии и Герцеговине, такие как Сараево, Зеница, Маглай, Завидовичи, Бугойно, Мостар, Кониц было вынуждено покинуть местное сербское население, бежавшее в сербские районы Боснии и Герцеговины.

#### Грацское соглашение
6 мая 1992 года в австрийском городе Граце между президентом Республики Сербской Радованом Караджичем и президентом Хорватской республики Герцег-Босна Мате Бобаном было заключено соглашение о прекращении конфликта между сербскими и хорватскими силами, дабы сосредоточиться на взятии территорий, контролируемых боснийцами.

#### Осада Сараева и нападения на ЮНА
Большая часть жителей столицы страны Сараева были боснийцами-мусульманами, однако сербы составляли большинство в окружавших его пригородах. Сербские силы держали город в осаде 44 месяца, для того чтобы боснийское руководство выполнило их требования, но в то же время от осады страдало мирное население. Сербы заняли районы города с большинством сербского населения и прилегающие к нему горные районы, таким образом окружив город. Пехотные части были дислоцированы в основном в таких районах, как Грбавица, Илиджа, Илияш и т. д., где из местных сербов были созданы легкопехотные бригады, а артиллерия располагалась на холмах и горах, окружающих Сараево. Осада продолжалась около трёх с половиной лет, это одна из самых продолжительных военных осад в современной военной истории. При этом в самом Сараеве, по данным российских и сербских источников, и его окрестностях существовали лагеря для сербов. По утверждению боснийской прокуратуры, в них отправляли как военнопленных, так и гражданских лиц. Среди них известны окружная тюрьма в переоборудованной казарме ЮНА «Виктор Бубань» и лагерь «Силос». В «Силосе» содержались не только сербы. Согласно воспоминаниям бывших заключённых лагеря из числа членов Хорватских оборонительных сил, в «Силос» они были отправлены за отказ участвовать в убийствах сербов, а по утверждению сербской стороны, о существовании лагеря знало и высшее политическое руководство боснийских мусульман. По данным сербских и российских источников, некоторые из лагерей или «частных тюрем» были организованы криминальными деятелями, такими как Юка Празина, Рамиз Делалич, Исмет Байрамович, Мушан Топалович. и т. д. Лагеря для сербов в Сараеве были расформированы в начале 1996 года, после окончания боевых действий.
2 мая 1992 года мусульманские силы осадили казармы ЮНА в Сараеве и предприняли ряд нападений на патрули и военные объекты. В результате ЮНА потеряла 11 человек убитыми и 20 ранеными.
15 мая 1992 года в Тузле местные мусульманско-хорватские формирования в количестве 3 000 человек напали на колонну 92-й моторизованной бригады ЮНА, которая покидала казарму и направлялась на территорию Союзной Республики Югославии. Снайперы сначала расстреливали водителей машин, чтобы заблокировать возможность движения, а затем вместе с другими отрядами нападающих атаковали остальных солдат ЮНА. После завершения боя многие раненые югославские солдаты были добиты в машинах. В результате атаки погибли и были ранены 212 солдат и офицеров ЮНА, 140 были взяты в плен и помещены в старую шахту в городе.
В июне 1992 года Силы Организации Объединённых Наций по охране, первоначально развёрнутые в Хорватии, были переброшены в Боснию для защиты аэропорта Сараева, так как их мандат был расширен и на Боснию и Герцеговину. 29 июня силы боснийских сербов покинули аэропорт. В сентябре мандат миротворцев был расширен, и они получили указание охранять гуманитарную помощь и осуществлять её доставку в целом по стране, кроме того, им было поручено защищать гражданских беженцев, как это требовал Красный крест.
3 сентября 1992 года в 35 км от Сараево «Стингером» был сбит итальянский военный самолёт Alenia G-222TCM.

#### Посавина
В марте 1992 года на территорию Боснии вошли регулярные подразделения хорватской армии. Они разместились в ряде районов страны, в том числе в Посавине. 27 марта в Посавине ими была устроена резня сербов в селе Сиековац близ Босанского Брода. В ходе наступлений под Дервентой и в других населённых пунктах так называемого «Коридора» ими были совершены многочисленные военные преступления против гражданского сербского населения. Был создан и лагерь для сербов под населённым пунктом Оджаци. Хорватско-мусульманские силы при поддержке регулярных подразделений хорватской армии продолжали расширение подконтрольных им территорий. Это привело к тому, что с 13 мая западная часть государства боснийских сербов и основная часть Сербской Краины оказались отрезаны от сербов на востоке Боснии и Герцеговины и от Югославии. Тяжёлая ситуация сложилась в первую очередь с медикаментами для больниц, госпиталей и роддомов, поступавших из Сербии. Хорваты отказывались пропускать гуманитарные конвои, из-за чего умерло несколько новорождённых в Баня-Луке, а часть детей родившихся в тот период, не получила надлежащих медикаментов и остались на всю жизнь инвалидами. К началу июня начинает ощущаться нехватка и продуктов питания.
Командованием Войска Республики Сербской и военным руководством Сербской Краины в спешке была разработана операция по прорыву блокады, которая получила название «Коридор». Позднее в сербских СМИ и историографии её стали называть «Коридор жизни». ВРС в ней было представлено 1-м Краинским корпусом и другими подразделениями, организованными в тактические группы. Со стороны Сербской Краины в операции приняла участие бригада милиции. 28 июня сербские силы заняли Модричу, восстановив наземную связь с другими сербскими землями. Однако операция по расширению коридора продолжалась до конца осени 1992 года. Её результатом стал разгром хорватско-мусульманской военной группировки в Посавине и значительное уменьшение хорватского анклава в этом районе.

#### Восточная Босния
Весной — летом 1992 года сербам удалось выбить мусульман из ряда городов в Восточной Боснии (Подринье). При этом гражданское мусульманское население бежало из этих мест, часть была отправлена в лагеря, а их имущество разграблялось. Женщины содержались в различных центрах под стражей, где подвергались жестокому обращению и изнасилованиям. Примерно в то же время, 27 июня 1992 года силы боснийских сербов совершили одно из самых жестоких преступлений, когда сожгли живьём примерно 70 мусульман в селении Бикавац.
В то же время мусульмане провели этнические чистки сербского населения в городах Сребреница, Жепа, Горажде и т. д. Характерной чертой этих чисток стало присутствие в военных подразделениях отрядов вооружённых гражданских мусульман под названием «торбари» («мешочники»). Они убивали гражданское сербское население и грабили захваченные населённые пункты. Особенно жестоким стало нападение на село Подраванье 26 сентября. В результате погибли 27 сербских солдат и столько же гражданских сербов.

#### Западная Босния и Бихачский карман
Сербы придавали большое значение занятию Приедора, где проживало смешанное население. По данным МТБЮ, подготовка к взятию города под контроль шла с января 1992 года. 23 апреля 1992 года в СДП решили, что сербские подразделения должны немедленно приступить к подготовке захвата муниципалитета Приедор в координации с ЮНА. К концу апреля 1992 года в муниципалитете были созданы параллельные официальным, сербские полицейские участки и более 1500 вооружённых сербов были готовы принять участие в захвате муниципалитета. В ночь с 29 на 30 апреля 1992 года захват власти был осуществлён. Мусульманско-хорватские формирования в городе нанесли удар первыми 30 мая, однако в боях с сербскими подразделениями были разбиты и оставили город. В ходе обороны города погибли 15 сербских бойцов, 25 были ранены.
После перехода Западной Боснии под полный сербский контроль сербские власти создали концентрационные лагеря Омарска, Кератерм и Трнополье, куда отправляли задержанных в Западной Боснии не-сербов. Через них прошли несколько тысяч человек.
МТБЮ пришёл к выводу, что захват власти в регионе был незаконным государственным переворотом, который заранее планировался и координировался в течение долгого времени, и конечной целью было создание этнически чистого сербского муниципалитета. Эти планы не скрывались, и реализовывались с помощью скоординированных действий со стороны сербской полиции, армии и политиков. Одной из ведущих фигур в этом процессе был Миломир Стакич, который стал играть доминирующую роль в политической жизни муниципалитета.
В начале апреля произошло крупное наступление боснийских хорватов и регулярных формирований из Хорватии на Купрес, сопровождавшееся массовыми убийствами сербского населения. Силам Югославской народной армии и формированиям боснийских сербов удалось отбить город и его окрестности.

#### Наступление сил ХСО в Центральной Боснии
Под давлением хорошо оснащённых и вооружённых сербских сил в Боснии и Герцеговине и Хорватии, основные хорватские силы — ХСО (Хорватский совет обороны) переключили своё внимание с противостояния сербским силам на попытки занять территорию, находящуюся под контролем боснийской армии. Считается, что это было связано с соглашением в Караджорджево (март 1991 года), достигнутым между президентами Слободаном Милошевичем и Франьо Туджманом, по которому предполагалось разделить Боснию между Хорватией и Сербией.
Чтобы достичь этой цели, ХСО требовалось подавить другие хорватские силы, а именно хорватские оборонительные силы (ХОС), а также разбить части боснийской армии, так как территория, на которую они претендовали, находилась под контролем правительства Боснии. ХСО получал военную поддержку от Республики Хорватии, а также от местных сербов, развернув нападения на мусульманское гражданское население в Герцеговине и в Центральной Боснии, начав этнические чистки территорий, населённых боснийскими мусульманами.
Однако согласно другой версии, конфликт с хорватами начали провоцировать боснийские мусульмане, стремясь расширить подконтрольную территорию и захватить военные заводы в Центральной Боснии. Крупные бои прошли в Нови-Травнике, Витезе и Прозоре. Причём пока шли бои в Нови-Травнике, в ещё мирном Прозоре мусульмане напали на хорватские позиции, чтобы не дать местным подразделениям ХСО оказать поддержку хорватам в Нови-Травнике. В ходе боев Прозор был сильно разрушен и в итоге перешёл под контроль ХСО. Солдаты АРБиГ и мирное мусульманское население (5 000 человек) были вынуждены его покинуть.
Соглашение в Граце в мае 1992 года вызвало неоднозначную реакцию внутри общины хорватов и привело к раздорам, а также к конфликту с боснийцами. Одним из основных лидеров хорватских сил, не поддержавших соглашение, был Блаж Кралевич, лидер хорватских оборонительных сил (ХОС), вооружённых отрядов, которые также были хорватскими националистами, но в отличие от ХСО они поддерживали сотрудничество с боснийцами.
В июне 1992 года основное внимание ХСО переключается на Нови-Травник и Горни-Вакуф, где хорваты начали наступление, однако им оказывала активное сопротивление боснийская территориальная оборона. 18 июня 1992 года боснийская территориальная оборона в Нови-Травнике получила ультиматум от ХСО, который включал в себя требования отмены существующих в городе властных институтов Боснии и Герцеговины, установление власти Хорватской республики Герцег-Босна, присяга местных солдат на верность хорватской республике, подчинение местной территориальной обороны ХСО и изгнание мусульманских беженцев, на принятие условий отводилось 24 часа. Ультиматум был отвергнут. Атака на город началась 19 июня. Начальная школа и почтовое отделение подверглись сильному обстрелу и были повреждены. Горни-Вакуф подвергся атаке хорватов 20 июня 1992 года, но она была отбита.
Боснийские силы были вынуждены вести борьбу на два фронта, однако смогли сдержать натиск хорватов. В это же время, благодаря своему географическому положению, территории, контролируемые правительством Боснии были окружены со всех сторон хорватскими и сербскими силами. Это существенно затрудняло возможность импорта необходимых припасов.
В августе 1992 года лидер ХОС Блаж Кралевич был убит солдатами ХСО. Это серьёзно ослабило часть хорватов, которые надеялись сохранить союз между боснийцами и хорватами.
21 августа 1992 года на горе Влашич близ города Травник в Коричани были расстреляны свыше 200 босняков и хорватов.
Ситуация ещё более обострилась в октябре 1992 года, когда хорватские силы напали на боснийское гражданское население в Прозоре, сжигая жилые дома и убивая мирных жителей. Силы ХСО изгнали большую часть мусульман из города Прозор и нескольких окрестных деревень.

### 1993
7 января силы мусульман из Сребреницы устроили резню сербов в селах Кравица, Шильковичи, Ежештица и Баневичи. Были убиты 49 человек, в том числе дети и старики.
8 января боснийский вице премьер-министр Хакия Турайлич и сопровождавшие его французские миротворцы ООН были задержаны сербскими военными на контрольно-пропускном пункте на дороге к Сараевскому аэропорту. Французские миротворцы ООН остановились как и было указано. После того, как двери машины, в которой перевозили Турайлича, были открыты, сербский военнослужащий застрелил вице-премьера. Французские военные ответный огонь не открывали.
11 января 1993 года начались ожесточенные бои в Горни-Вакуфе и артиллерия хорватов стала по ночам обстреливать город.
Город был окружён в течение семи месяцев хорватской армией и силами ХСО и обстреливался тяжёлой артиллерией, а также снайперами и танками, а в его окрестностях шли этнические чистки и массовые убийства боснийских мусульман из числа мирных жителей в соседних селах Быстрица, Узричие, Душа, Здримчи и Храсница. Боевые действия привели к сотням раненых и убитых, в основном из числа гражданских лиц боснийских мусульман.
Большая часть 1993 года прошла под доминированием хорвато-боснийского конфликта. В январе 1993 года хорватские силы атаковали Горный Вакуф снова, чтобы соединить Герцеговину с центральной Боснией.
22 февраля 1993 года Совет Безопасности ООН принял резолюцию 808, в которой постановил создать международный трибунал для судебного преследования лиц, ответственных за серьёзные нарушения международного гуманитарного права.
В апреле 1993 года Совет Безопасности Организации Объединённых Наций принял резолюцию 816, призывающую государства члены ООН обеспечить бесполётную зону над Боснией и Герцеговиной. 12 апреля 1993 года НАТО начало операцию по закрытию воздушного пространства над страной, в рамках выполнения решения по обеспечению бесполётной зоны.
15-16 мая на референдуме 96 процентов сербов проголосовали против плана Вэнса — Оуэна. После провала мирного плана, который предусматривал разделить страну на три этнические части, вооружённый конфликт между боснийцами и хорватами усилился, охватив 30 процентов Боснии и Герцеговины. Мирный план был одним из факторов, приведших к эскалации конфликта, так как лорд Оуэн избегал сотрудничества с умеренными хорватскими силами (выступавшими за единую Боснию) и стремился договориться с более экстремистскими элементами (которые были за разделение страны).
25 мая 1993 года Международный трибунал по бывшей Югославии (МТБЮ) был официально учрежден согласно резолюции 827 Совета Безопасности Организации Объединённых Наций.
В попытке защитить гражданское население и повысить роль СООНО в мае 1993 года Совет Безопасности ООН учреждает «зоны безопасности» вокруг Сараево, Горажде, Сребреницы, Тузлы, Жепы и Бихача согласно Резолюции 824 от 6 мая 1993 года. 4 июня 1993 года Совет Безопасности ООН принял Резолюцию 836, санкционировавшую применение силы СООНО для защиты зон безопасности. 15 июня 1993 года была начата операция Sharp Guard, заключавшаяся в морской блокаде побережья Адриатического моря со стороны НАТО и Западноевропейского союза, впоследствии отменённая 18 июня 1996 года в связи с прекращением эмбарго ООН на поставки оружия.
Данное решение было сразу же использовано мусульманами в военных целях. Например, сразу же после провозглашения Сребреницы «защищенной зоной» подразделения 28-й дивизии мусульманской армии предприняли несколько атак на сербов. В то же время они отказались провести разоружение своих подразделений, что подразумевалось договором с силами ООН. По мнению российского исследователя Ионова, такое решение ООН лишало боснийских сербов возможности выиграть войну, так как при каждом успешном сербском наступлении мусульманские силы отходили в защищенные зоны, после чего на сербов давление оказывали НАТО и Совбез ООН, угрожая военным вмешательством.

#### Этнические чистки в долине Лашвы

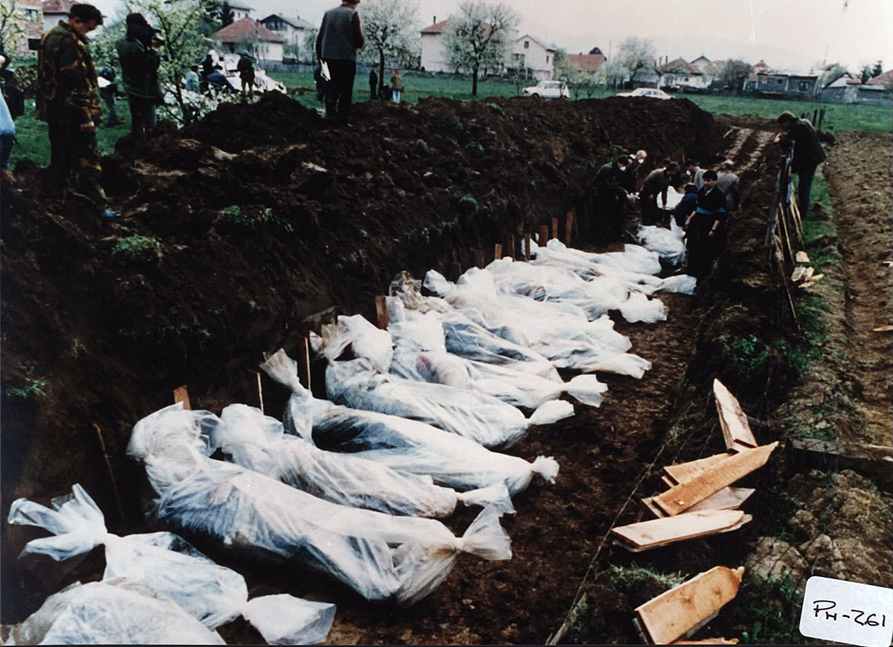
Тела убитых хорватскими силами людей недалеко от Витеза. (Фотография из архива МТБЮ)

Кампания этнических чисток в долине Лашвы против боснийского гражданского населения была запланирована политическим и гражданским руководством хорватской республики Герцег-Босны в период с мая 1992 по март 1993 года. Начав кампанию в апреле 1994 года ХСО должен был осуществить цели, изложенные хорватскими националистами в ноябре 1991 года. Боснийцы, проживающие в долине Лашвы подвергались преследованиям по политическим, расовым и религиозным мотивам, подвергались дискриминации в рамках в контексте широкомасштабных нападений на гражданское население в регионе, в виде массовых убийств, изнасилований, лишения свободы в концентрационных лагерях, а также уничтожения объектов культурного наследия и частной собственности. Кампания чисток активно сопровождалась активной антибоснийской пропагандой, особенно в муниципалитетах Витез, Бусовача, Нови-Травник и Киселяк. Резня в Ахмичи в апреле 1993 года была кульминацией этнических чисток в долине Лашвы, массовое убийство гражданских лиц боснийских мусульман происходило в течение нескольких часов. Самому младшему ребёнку было три месяца, который был застрелен в своей кроватке, а самой старой жертвой 81-летняя женщина. Это самая кровавая резня, совершенная во время конфликта между хорватами и боснийцами.
Международный уголовный трибунал по бывшей Югославии (МТБЮ) вынес решение, что эти преступления являются преступлениями против человечности, зафиксировав это в многочисленных приговорах по делам хорватских политических и военных лидеров и солдат, и в первую очередь Дарио Кордича. На основе свидетельств и документированных случаев многочисленных нападений на гражданское население сил ХСО судьи МТБЮ пришли к выводу, зафиксировав его в приговоре Кордичу и Черкезу, что к апрелю 1993 у хорватского руководства был общезадуман и готов к выполнению проект или план этнических чисток боснийцев из долины Лашвы. Дарио Кордич, местный политический лидер, является составителем и зачинщиком этого плана. Центр исследований и документаций в Сараево (IDC) пришёл к выводу, что за данный период в регионе 2 000 человек были убиты или пропали без вести.

#### Война в Герцеговине
Хорватская республика Герцег-Босна установила контроль над многими муниципалитетами в Герцеговине. Были взяты под контроль средства массовой информации, через которые стала вестись пропаганда хорватских идей. Была введена в обращение хорватская валюта, и хорватские программы и хорватский язык были введены в школах. Многие боснийцы и сербы были сняты с должностей в администрациях и удалены из частного бизнеса, распределение гуманитарной помощи было под контролем и распространялось недостаточно среди боснийцев и сербов. Местные политические лидеры боснийцев и сербов либо арестовывались, либо маргинализировались. Некоторые боснийцы и сербы были отправлены в концентрационные лагеря, такие как Хелиодром, Дретели, Габела, Войно и Сунье.
В некоторых районах Боснии и Герцеговины силы Хорватского совета обороны и армии Республики Босния и Герцеговина воевали бок о бок с силами армии Республики Сербской. Несмотря на вооружённое противостояние в других районах страны, и в целом напряженные отношения между ХСО и АРБиГ, хорватско-боснийской союз существовал в анклаве Бихач и Босанской Посавине, где им приходилось противостоять сербским силам.
По данным МТБЮ, зафиксированным по делу Налетилича и Мартиновича, силы ХСО напали на населённые пункты в районе Совичи Доляни, примерно в 50 километрах к северу от Мостара утром 17 апреля 1993 года. Нападение было частью большого наступления ХСО, направленного на Ябланицу, в окрестностях которого и в самом городе проживали в основном боснийские мусульмане. Командиры ХСО подсчитали, что им нужно два дня, чтобы захватить Ябланицу. Расположение Совичи имело стратегическое значение для ХСО, так как он находился на пути к Ябланице. Для АРБиГ это был выход на плато Рисовач, закрепление на котором могло бы создать условия для дальнейшего движения к побережью Адриатического моря. Наступление сил ХСО на Ябланицу началось 15 апреля 1993 года. Артиллерия уничтожила значительную часть Совичи. Боснийская армия начала ответное контрнаступление, но в пять вечера боснийской армия в Совичи сдалась. Приблизительно от 70 до 75 солдат попали в плен. В общей сложности, по меньшей мере 400 гражданских лиц боснийских мусульман были задержаны. Дальнейшее наступление сил ХСО к Ябланице был остановлено после того, как начались переговоры о прекращении огня.
Ещё одной характеристикой хорватско-мусульманского конфликта является фактическое перемирие между хорватами и сербами в большинстве районов, за исключением тех, где между хорватами и мусульманами сохранился союз. Отношения между боснийскими хорватами и боснийскими сербами в тот период военный историк А. Ионов характеризует как «почти союзнические». Боснийские сербы в ряде районов поддерживали хорватские формирования артиллерийским огнём и сводными отрядами бронетехники (например в Жепче), а также принимали на своей территории тысячи хорватских беженцев, изгнанных мусульманами из многих населённых пунктов.

#### Осада Мостара
Восточная часть Мостара был окружена силами ХСО в течение девяти месяцев, и большая часть его исторической части была серьёзно повреждена в результате обстрелов в том числе знаменитый Старый мост.
Мостар был разделен на западную часть, в которой доминировали силы ХСО, и восточную часть, где были сосредоточены силы АРБиГ. Тем не менее, боснийская армия контролировала в Западном Мостаре штабной пункт в подвале комплекса зданий, называемых Враница. В ночь на 9 мая 1993 года Хорватский совет обороны атаковал Мостар с использованием артиллерии, миномётов, тяжёлых вооружений и стрелкового оружия. ХСО контролировал все дороги, ведущие в Мостар, и международным организациям было отказано в доступе в город. Городское радио в Мостаре объявило, что все боснийцы должны вывесить белые флаги из окон. Нападение ХСО были хорошо подготовленным и спланированным.
Силы ХСО захватили западную часть города и изгнали тысячи боснийцев с западной стороны в восточную часть города. Силы ХСО обстреливали восточную часть Мостара, превратив значительную часть строений в руины. Были уничтожены Царинский мост, Титов Лучки мост через реку, серьёзно пострадал Старый мост. Подразделения ХСО участвовали в массовых расстрелах, этнических чистках и изнасилованиях в западном Мостаре и его окрестностях, продолжалась осада и обстрелы сил боснийского правительства в восточном Мостаре. Кампания ХСО привела к тысячам раненых и убитых.
АРБиГ начала операцию, известную как операция «Неретва 93», против ХСО и хорватской армии в сентябре 1993 года, чтобы снять осаду Мостара и занять области Герцеговины, которые были включены в самопровозглашенную хорватскую республику Герцег-Босния. Операция была остановлена боснийскими властями после того, как была получена информация о резне хорватских гражданских лиц и военнопленных в сёлах Грабовица и Уздол.
Руководство ХСО (Ядранко Прлич, Бруно Стоич, Миливой Петкович, Валентин Чорич и Берислав Пушича) и офицер хорватской армии Слободан Праляк были преданы суду в МТБЮ по обвинениям в преступлениях против человечности, серьёзных нарушениях Женевских конвенций и нарушения законов и обычаев войны. Дарио Кордич, политический лидер хорватов в Центральной Боснии был признан виновным в преступлениях против человечности в Центральной Боснии, то есть в этнических чистках и приговорен к 25 годам тюремного заключения. Командующий АРБиГ Сефер Халилович был обвинен по одному пункту нарушения законов и обычаев войны на базе командной ответственности за преступления своих подчинённых во время операции Неретва 93 и был признан невиновным.

### 1994
- 5 февраля — взрыв на сараевском рынке Маркале. Погибло 68 человек и 144 было ранено.
- 23 февраля — командующим Хорватским советом обороны генералом Анте Росо и командующим Армией Республики Босния и Герцеговина генералом Расимом Деличем в Загребе подписывается соглашение о прекращении Хорватско-боснийского конфликта.
- 28 февраля — воздушный бой над Баня-Лукой: истребители ВВС США уничтожили пять штурмовиков ВВС Республики Сербской, выполнявших боевой вылет в нарушение резолюции СБ ООН 816.
- 18 марта — Алия Изетбегович и Франьо Туджман подписывают Вашингтонское соглашение об объединении Герцег-Босны и мусульманской Боснии в Федерацию Боснии и Герцеговины.
- 10, 11 апреля — Авиация НАТО в целях защиты «зоны безопасности» Горажде бомбит сербские позиции.
- 25 апреля — сформирована контактная группа по Боснии и Герцеговине, в неё вошли США, Германия, Франция, Великобритания и Россия
- 4 августа — Республика Сербская приняла план контактной группы «51 % — 49 %», по которому сербы получали 49 % территории Боснии и Герцеговины, а боснийцы и хорваты — 51 %, впоследствии отвергнутый населением на референдуме 27-28 августа. Ранее этот план одобрила Федерация Боснии и Герцеговины.
- 5 августа — Союзная Республика Югославия закрыла границу между Сербией и Республикой Сербской
- 21 августа — боснийские исламисты занимают Велика-Кладушу, столицу Республики Западная Босния и изгоняют 40 000 мусульман-автономистов в Республику Сербская Краина.
- 21 ноября и 23 ноября — Авиация НАТО в целях защиты «зоны безопасности» Бихач бомбит аэродром Республики Сербская Краина Удбина и сербские цели в Западной Боснии (Отока, Босанска-Крупа и Двор-на-Уне).
- 24 ноября — На встрече с журналистами министр иностранных дел России Андрей Козырев заявил, что в случае дальнейшего обострения ситуации в Боснии, Россия в одностороннем порядке выведет свои миротворческие силы. По мнению Козырева подобные шаги последуют и со стороны Великобритании и Франции.[128]
- 17 декабря — мусульмане-сторонники Фикрета Абдича отвоёвывают Велика-Кладушу (Операция «Паук»)

### 1995
- 11 июля — боснийские сербы под руководством Ратко Младича захватили Сребреницу и учинили там резню мусульман, около 8 000 убитых.
- 16 июля — Международный трибунал по бывшей Югославии выдал ордера на арест Радована Караджича и Ратко Младича.
- 25 июля — сербы заняли Жепу.
- 28 августа — в результате взрыва на рынке Маркале в Сараево погибло 28 человек. По версии НАТО причиной взрыва стал миномётный обстрел с сербских позиций.
- 30 августа — после отказа боснийских сербов убрать тяжёлое вооружение из района Сараево НАТО начала военную операцию «Обдуманная сила» против Республики Сербской (продолжалась до 14 сентября).
- 5 октября — Ричард Холбрук объявил о двухмесячном перемирии в связи с началом мирных переговоров.
- 21 ноября — Алия Изетбегович, Франьо Туджман и Слободан Милошевич подписали мирное соглашение на американской авиабазе Райт-Паттерсон[англ.] в Дейтоне.
- 14 декабря — в Париже ратифицировано Дейтонское соглашение. Конец войны.

## Концентрационные лагеря

### Боснийские
- «Силос» — лагерь армии боснийских мусульман, предназначенный для сербов и хорватов. Располагался в населенном пункте Тарчин близ Сараева и функционировал с 11 мая 1992 года по 27 января 1996 года[129][130]. Всего в лагере находилось более 600 человек. По воспоминаниям заключённых, из них только 11 были военнопленными, большинство остальных были из числа гражданских сербов. Самому младшему узнику лагеря было 14 лет, самому старшему — 85. Солдаты армии боснийских мусульман использовали их как рабочую силу на сооружении военных укреплений и траншей[129]. За время нахождения в лагере погибло более 20 сербов. Согласно воспоминаниям заключённых, в лагере они подвергались пыткам и издевательствам. В Силосе содержались не только сербы. Согласно воспоминаниям бывших заключённых лагеря из числа членов Хорватских оборонительных сил, в лагерь они были отправлены за отказ участвовать в убийствах сербов[131]. Он был закрыт после подписания Дейтонского соглашения. Последние 44 заключённых были отпущены 27 января 1996 года[129].
- Лагерь «Виктор Бубань» в Сараеве был создан боснийскими мусульманами в мае 1992 года в комплексе казарм, которые до войны использовались Югославской народной армией. В него попадали схваченные на улицах города гражданские сербы, а также военнопленные из числа бойцов Войска Республики Сербской. Из около 5000 сербов, прошедших через лагерь, военнопленные составляли около 10 % из них[132]. Заключённых ежедневно избивали и пытали[133]. Часть погибших умерла в результате переохлаждения, когда заключённых голыми выводили на улицу в холодное время года и поливали водой. Кроме того, сербов в лагере морили голодом[134]. Заболевшим не оказывалась медицинская помощь и многие умерли от дизентерии, воспаления лёгких и прочих болезней[135]. Также охранники лагеря насиловали заключённых женщин. Некоторые из жертв сексуального насилия затем были убиты[132]. Всего за время существования лагеря в нём было убито или умерло 70 человек[132][136].

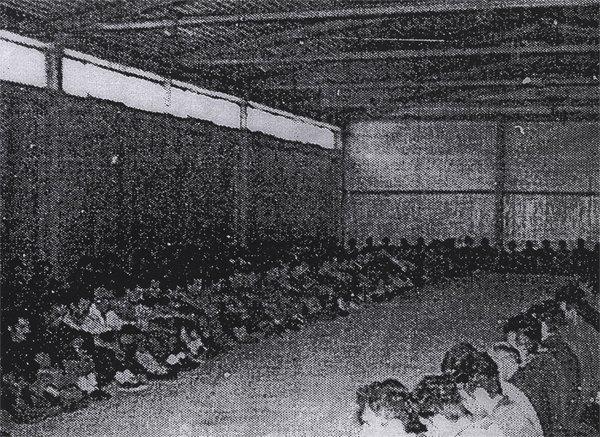
Лагерь Челебичи, 1992 год. Фото предоставлено МТБЮ

- Лагерь Челебичи — концентрационный лагерь, действовавший во время Боснийской войны. Использовался несколькими подразделениями министерства внутренних дел Боснии[англ.], хорватского совета обороны, территориальной обороны. Лагерь был расположен в деревне Челебичи, община Коньиц[137]. Лагерь использовался для содержания сербов, попавших в плен во время военной операции по деблокированию дорог в Мостар и Сараево в мае 1992, ранее блокированных сербской армией. Точное число заключённых неизвестно. Узники подвергались пыткам, сексуальному насилию, избиениям и другим видам жестокого и нечеловеческого обращения. Некоторые узники были расстреляны или забиты до смерти[138][139]. После войны МТБЮ осудил нескольких управляющих лагерем, приговорив их к различным срокам тюремного заключения[140].

### Сербские

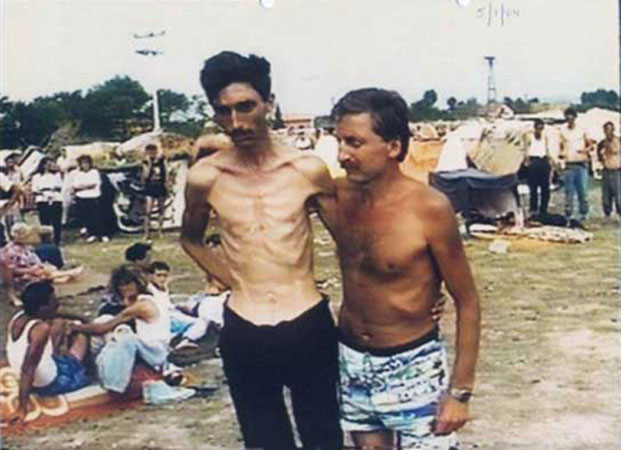
Заключённые лагеря Трнополье. Из материалов Международного трибунала по бывшей Югославии

Концентрационный лагерь возле села Трнополье недалеко от города Приедор на севере Боснии и Герцеговины был создан в первые месяцы боснийской войны. По данным местных властей Трнополье был «транзитным лагерем» для населения района Приедора. Лагерь был создан властями Республики Сербской и управлялся местными военизированными формированиями сербской полиции. В лагерях Приедора, Омарска, Кератерм и Маняче содержались те, кого допрашивали, ожидали «суда» и те, кого объявили виновными.
Доклад Комиссии экспертов Организации Объединённых Наций при Совете Безопасности (доклад Комиссии Бассиуни) установил, что Трнополье был концентрационным лагерем и функционировал в качестве сборного пункта для массовых депортаций женщин, детей, а также пожилых мужчин. Комиссия также установила, что Омарска и Кератерм, лагери, в которых содержались взрослые несербские мужчины, не были лагерями смерти.
Через Концлагерь Омарска, организованный сербами с первых месяцев войны до конца августа 1992 года в окрестностях Приедора, прошло до 7 000 босняков и хорватов, включая 36 женщин. Убийства, пытки, изнасилования и жестокое обращение с заключёнными были обычным делом в лагере. Сотни людей погибли от голода, наказаний, избиений, жестокого обращения и казней. Представители Республики Сербской, отвечавшие за функционирование лагеря, были обвинены и признаны виновными в преступлениях против человечности и других военных преступлениях.
Другим сербским концентрационным лагерем в окрестностях Приедора был Кератерм, количество заключённых которого оценивается до 1 500 босняков и хорватов. Все заключённые были мужчинами в возрасте от 15 до 60 лет, но через лагерь прошли и от 12 до 15 женщин, которые были изнасилованы там и переправлены в концлагерь Омарска. Узники подвергались физическому насилию, постоянным унижениям, издевательствам, бесчеловечным условиям содержания и страху смерти. Избиения были обычным делом, во время которых применялось всевозможные виды оружия, включая деревянные дубинки, металлические прутья, бейсбольные биты, куски толстого промышленного кабеля с металлическими шариками на конце, приклады винтовок и ножи. Совершались убийства, половые преступления и другие жестокие и унизительные действия. Количество убитых оценивается в 150 человек. После войны отвечавшие за деятельность Кератерма признали свою вину и были осуждены на незначительные сроки заключения.
В общине Биелина с 1992 по 1996 год функционировал концлагерь Баткович, который принято считать первым концентрационным лагерем в Боснийское войне, созданным для боснийских (мусульманских) и хорватских мужчин, женщин и детей в рамках этнических чисток районов, находившихся под контролем боснийских сербов. Заключённые содержались в двух больших амбарах и подвергались пыткам, лишались пищи и воды, их заставляли рыть траншеи, перевозить боеприпасы на передовую, работать на полях и заводах и хоронить погибших. Они также подвергались ежедневным избиениям и сексуальным посягательствам. В обвинительном заключении МТБЮ против бывшего генерала боснийских сербов Ратко Младича сообщалось, что по меньшей мере шесть заключённых были убиты во время функционирования лагеря, а многие другие были изнасилованы или подверглись иным физическим и психологическим надругательствам. Боснийские источники утверждают, что с 1992 по начало 1996 года в лагере погибло 80 заключённых. По боснийским данным количество убитых достигло 80 человек.

### Хорватские
- Лагерь Дретель — концентрационный лагерь для нехорватского населения, существовавший в 1992—1994 гг. Контролировался силами боснийских хорватов.

## Массовые изнасилования

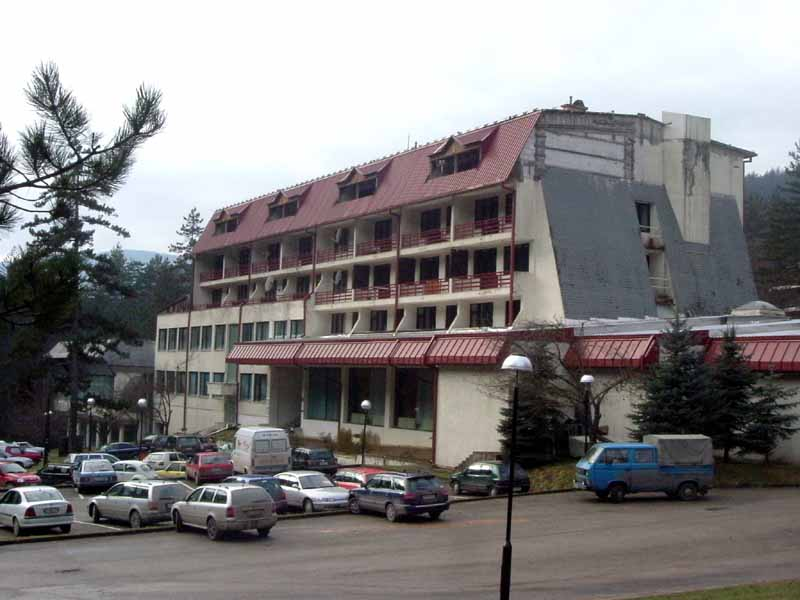
Отель Вилина Влас, используемый силами боснийских сербов во время войны в качестве «лагеря изнасилований»

В конце 1992 года в западной печати стали появляться публикации о боснийских «секс-лагерях» и массовых изнасилованиях мусульманок со стороны сербов. В частности, по сообщению Би-би-си, бывший офицер военной полиции боснийских сербов Драган Зеленович на судебном процессе в Гаагском трибунале признался в изнасилованиях и пытках, совершенных в ходе боснийской военной кампании в 1992 году. С июля по август 1992 года он принимал участие в групповых изнасилованиях, пытках и избиениях мусульманских женщин и девушек. Кроме того, 3 июля он совершил изнасилование 15-летней мусульманской девушки, а в октябре того же года вместе с двумя сообщниками изнасиловал двух женщин — заключённых расположенной в окрестностях Фочи сербской тюрьмы «Караман». За участие в групповом изнасиловании мусульманских заложниц осуждён на 12 лет заключения Зоран Вукович, парламентский лидер боснийских сербов.
Систематические изнасилования во время войны в Боснии отмечены также в докладе спецдокладчика Комитета ООН по экономическим, социальным и культурным правам. Ситуация с изнасилованиями в ходе этого конфликта была настолько вопиющей, что стала поводом для внесения Советом Безопасности ООН в устав международного трибунала нового параграфа (№ 48).

## Мирные переговоры и итоги войны
Война окончилась подписанием Дейтонского соглашения, которое определило современное конституционное устройство Боснии и Герцеговины.

## Количество погибших и пострадавших
По различным данным, число жертв оценивается в 70 тыс. за два первых года войны, 150 тыс. за три года и даже до 200 тыс. убитых в течение всего конфликта чел., при этом консенсусной цифрой считается 100 тыс. Число пострадавших женщин от изнасилований оценивают от 20 до 50 тыс.. Исследовательский документальный центр в Сараево определил, что погибло 97207 человек, из которых большинство (57523 человека) составили военнослужащие, а остальные (39684 человека) были гражданскими лицами. По данным этой организации, почти две трети погибших (64036 человек) — боснийские мусульмане. Также погибли 24905 сербов, 7788 хорватов и 478 лиц других национальностей.
Премьер-министр Великобритании Маргарет Тэтчер писала:

Вдали от телевизионных камер руководство боснийских сербов при поддержке Белграда развернуло кампанию насилия и террора, включая массовые изнасилования, невообразимые пытки и концентрационные лагеря, результатом которой должно было стать изгнание несербского населения с территории, объявленной исторически сербской. В общем и целом более двух миллионов человек (при довоенном населении, составлявшем 4,3 миллиона человек) было изгнано из обжитых мест. По оценкам, 900 тысяч человек нашли убежище в соседних странах и в Западной Европе, а 1,3 миллиона человек были вытеснены в другие районы Боснии.

## Материальный ущерб
Разрушено 2 000 км дорог, 70 мостов, все железные дороги; две трети всех построек на территории нового государства пострадали.

## Фильмы
- Мисс Сараево (1995)
- Добро пожаловать в Сараево (1997)
- Спаситель (1998)
- Ничья земля (2001)
- В тылу врага (2001)
- В краю крови и мёда (2011)
- Рожденный дважды (2012)
- Куда ты идёшь, Аида? (2020)